# 에드워드 앤드루스

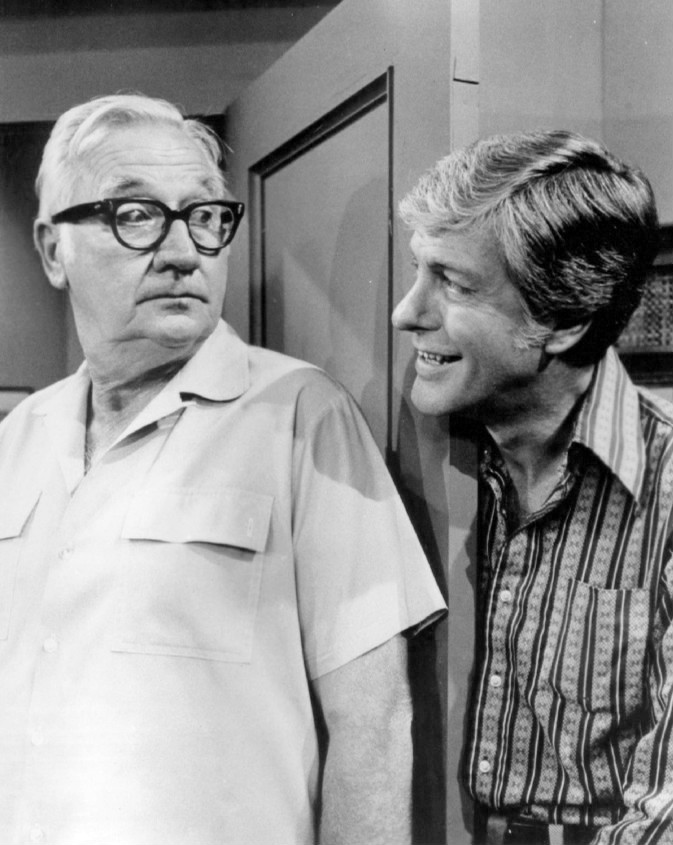

에드워드 앤드루스(영어: Edward Andrews, 1914년 10월 9일 ~ 1985년 3월 8일)는 미국의 배우이다.
샌타모니카에서 사망하였다. 사인은 심근 경색이다.

## 영화
- 아직은 사랑을 몰라요 (1984년)
- 그렘린 (1984년) - 미스터 코벤 역
- 더 시니어스 (1978년)
- 포토그래퍼 (1974년)
- 찰리와 천사 (1973년)
- 아반티! (1972년)
- 나우 유 씨 힘, 나우 유 돈 (1972년)
- 형사 맥밀란 (1971년)
- 백만달러의 오리 (1971년)
- 도라 도라 도라 (1970년)
- 소녀는 괴로워 (1969년)
- 글래스 바텀 보트 (1966년)
- 세일즈맨의 죽음 (1966년)
- 미스터 풍선 인간 (1966년)
- FBI (1965년)
- 내 사랑 지니 (1965년)
- 센드 미 노 플라워스 (1964년)
- 아내는 요술쟁이 (1964년)
- 이웃 만들기 (1964년)
- 스릴 오브 잇 올 (1963년)
- 건망증 선생님 2 (1963년)
- 애드바이즈 앤 컨센트 (1962년) - 세너터 오린 녹스 역
- 워싱턴 정가 (1962년)
- 벤 케이시 (1961년)
- 영 사베지스 (1961년)
- 건망증 선생님 (1961년)
- 엘머 갠트리 (1960년)
- 보난자 (1959년)
- 차와 동정 (1956년)
- 하더 데이 폴 (1956년)
- 피닉스 시티 스토리 (1955년) - 리트 테너 역
- 빌코 상사 (1955년)
- 디즈니랜드 (1954년) - 버트 섀넌 역
- 클라이막스! (1954년)
- 스튜디오 원 (1948년)